# Карпенко, Александр Степанович
Алекса́ндр Степа́нович Карпе́нко (псевдонимы Беловежский, Чаха; 7 апреля 1946, Куйбышев, РСФСР — 7 февраля 2017, Москва, Российская Федерация) — советский и российский философ, специалист в области неклассических логик. Доктор философских наук, профессор.

## Биография
В 1974 году окончил философский факультет МГУ; затем — там же аспирантуру по кафедре логики.
В 1979 году защитил диссертацию на соискание учёной степени кандидата философских наук по теме «Проблема логического статуса высказываний о будущих событиях».
С июня 1977 года работал в Институте философии АН СССР / РАН пройдя путь от младшего до главного научного сотрудника, с 2000 года — заведующий сектором логики.
В 1991 году защитил диссертацию на соискание учёной степени доктора философских наук по теме «Фатализм и случайность будущего: логический анализ».
С 1996 года преподавал, с 2005 года — профессор кафедры логики философского факультета МГУ имени М. В. Ломоносова.
Автор более 200 работ по логике, включая ряда статей по логике для «Большой российской энциклопедии», «Новой российской энциклопедии» и «Новой философской энциклопедии».
Был ответственным редактором ежегодника «Логические исследования».
Под псевдонимом «А. С. Чаха» опубликовано два сборника стихов с одним и тем же названием «Белый Кардинал».
Отец писателя Ивана Гобзева.

## Научная деятельность
Разработка семантики для многозначных логик.
Получен результат о структурализации простых чисел и выявлен закон порождения их классов.
Представлена характеризация различных классов натуральных чисел посредством логических матриц.
Разработана тема коммунистического тоталитаризма (под псевдонимом «А. С. Беловежский»).

## Научные труды

### Монографии
- Фатализм и случайность будущего: логический анализ/ АН СССР. Ин-т философии. — М. : Наука, 1990. — 213 с. — 2500 экз. — ISBN 5-02-008131-0.
- Логики Лукасевича и простые числа/ А. С. Карпенко; [Рос. акад. наук, Ин-т философии]. — М.: Наука, 2000. — 318 с. — 300 экз. — ISBN 5-02-013048-6.
- Смирновские чтения по логике = Smirnov’s readings in logic: Материалы 5-й конференции, 20-22 июня 2007, Москва/ Под общ. ред. д-ра филос. наук, проф. А. С. Карпенко. — М.: Институт философии РАН, 2007. — 167 с. — 500 экз. — ISBN 978-5-9540-0091-7.
- Логики Лукасевича и простые числа/ А. С. Карпенко; Отв. ред. д.т. н. В. К. Финн. — Изд. 2-е, испр. — М.: URSS; Изд-во ЛКИ, 2007. — 255 с. — ISBN 978-5-382-00027-5.
- Фатализм и случайность будущего: Логический анализ/ А. С. Карпенко; Отв. ред. В. А. Смирнов; Рос. акад. наук, Ин-т философии. — Изд. 2-е, испр. — М.: URSS; Изд-во ЛКИ, 2008. — 207 с. — ISBN 978-5-382-00410-5.
- Логики Лукасевича и простые числа/ А. С. Карпенко; Отв. ред. д.т. н. В. К. Финн. — Изд. 3-е, испр. — М.: Либроком, 2009. — 255 с. — ISBN 978-5-397-00719-1.
- Развитие многозначной логики/ А. С. Карпенко; Российская акад. наук, Ин-т философии. — Изд. 3-е, перераб. и доп. — М.: URSS; Изд-во ЛКИ, 2010. — 444 с. — ISBN 978-5-382-01217-9.

### Статьи
- Логика в России. Вторая половина XX века // Вопросы философии. 1999. № 9.
- The classification of propositional calculi // Studia Logica. 2000. Vol. 66. № 2.
- Современные исследования в философской логике // Вопросы философии, 9: 54-75. 2003. (Переиздано в Философия. Наука. Культура. «Вопросам философии» 60 лет (под редакцией академика В. А. Лекторского). М: Вече, 2008, 725—742.)
- Аристотель и Лукасевич о законе противоречия (К публикации книги Яна Лукасевича «О принципе противоречия у Аристотеля. Критическое исследование») // Вопросы философии, 8: 154—165, 2012
- Философский принцип полноты. Ч. I // Вопросы философии. 2013. № 6. С. 58-70;
- Философский принцип полноты. Ч. II // Вопросы философии. 2013. № 7. С. 95-108.
- Тоска по философии (памяти А. П. Огурцова). Статья I // Вопросы философии. 2015. № 10. С. 133—149
- Тоска по философии (памяти А. П. Огурцова). Статья II // Вопросы философии. 2016. № 2. С. 137—147
- Сверхреализм. Часть I: От мыслимого к возможному // Философский журнал. 2016. Том 9(2). С. 5-23
- Сверхреализм. Часть II: От возможного к реальности // Философский журнал. 2016. Том 9(3). С. 5-24

### Энциклопедии и словари
- Логика // Новая российская энциклопедия. Т. IX(2). М.: Издательство «Энциклопедия», «ИНФРА-М», 2012. С. 492—495.
- Логика в России // Новая российская энциклопедия. Т. IX(2). М.: Издательство «Энциклопедия», «ИНФРА-М», 2012. С. 498—500.
- Неклассические логики // Большая российская энциклопедия. Т. 22. М.: Издательство «Большая Российская Энциклопедия», 2013. С. 323.

## Публицистика, поэзия, проза
- Чаха, Александр Степанович. Белый кардинал: Хроника: [Сб. стихотворений]/ Александр Чаха. — М.: ОИЛКРЛ, 1997. — 1997. — 143 с.: портр. — 500 экз. — ISBN 5-85593-003-3.
- Псевдонимы / Сост. А. С. Карпенко. М.-СПб.: ЦГИ, 2011. — 224 с. — ISBN 978-5-98712-072-9
- Чаха, Александр Степанович. Секс, веники и ёжики, 2013
- Карпенко А. С. Альтернативная реальность: Гай Юлий Цезарь // Литературная Россия. 30.05.2014. № 22 (2657). С. 14